# Sematophyllum perrevolutum
Sematophyllum perrevolutum är en bladmossart som beskrevs av Brotherus 1925. Sematophyllum perrevolutum ingår i släktet Sematophyllum och familjen Sematophyllaceae. Inga underarter finns listade i Catalogue of Life.